# Luminacea
Super-ordre
Les Luminacea sont un super-ordre d'oursins irréguliers.

## Systématique
Le super-ordre des Luminacea a été créé en 2022 par Nicolás Mongiardino Koch (d), Jeffrey R. Thompson (d), Avery S. Hiley (d), Marina F. McCowin (d), Anne Frances Armstrong (d), Simon E. Coppard (d), Felipe Aguilera (d), Omri Bronstein (d), Andreas Kroh (d), Rich Mooi (d) et Greg W. Rouse (d).

## Liste des taxons de rang inférieur
Selon World Register of Marine Species (6 avril 2022) :
- ordre Clypeasteroida A.Agassiz, 1872 -- « oursins-biscuits »
  - sous-ordre Clypeasterina Agassiz, 1835
    - famille Clypeasteridae L. Agassiz, 1835
    - famille Fossulasteridae Philip & Foster, 1971 †
    - famille Scutellinoididae Irwin, 1995 †

  - famille Conoclypidae von Zittel, 1879 †
  - famille Faujasiidae Lambert, 1905 †
  - famille Oligopygidae Duncan, 1889 †
  - famille Plesiolampadidae Lambert, 1905 †
- ordre Echinolampadacea Mongiardino Koch et al., 2018 
  - sous-ordre Cassiduloida Claus, 1880
    - Super-famille Cassidulina (Philip, 1963b)
      - famille Cassidulidae (L. Agassiz and Desor, 1847)

    - Super-famille Neolampadina (Philip, 1963b)
      - famille Neolampadidae (Lambert, 1918a)
      - famille Pliolampadidae (Kier, 1962) †

    - genre Kassandrina Souto & Martins, 2018

  - sous-ordre Echinolampadoida Kroh & Smith, 2010
    - famille Echinolampadidae Gray, 1851a

  - sous-ordre Scutelloida Mongiardino Koch et al., 2018 -- « dollars des sables »
    - infra-ordre Laganiformes Desor, 1847
      - famille Fibulariidae Gray, 1855
      - famille Laganidae Desor, 1858

    - infra-ordre Scutelliformes Haeckel, 1896
      - famille Echinarachniidae Lambert in Lambert & Thiéry, 1914
      - famille Eoscutellidae Durham, 1955 †
      - famille Protoscutellidae Durham, 1955 †
      - famille Rotulidae Gray, 1855
      - super-famille Scutellidea Gray, 1825
        - famille Abertellidae Durham, 1955 †
        - famille Astriclypeidae Stefanini, 1912
        - famille Dendrasteridae Lambert, 1900
        - famille Mellitidae Stefanini, 1912
        - famille Monophorasteridae Lahille, 1896 †
        - famille Scutasteridae Durham, 1955 †
        - famille Scutellidae Gray, 1825

      - famille Taiwanasteridae Wang, 1984

    - famille Scutellinidae Pomel, 1888a †

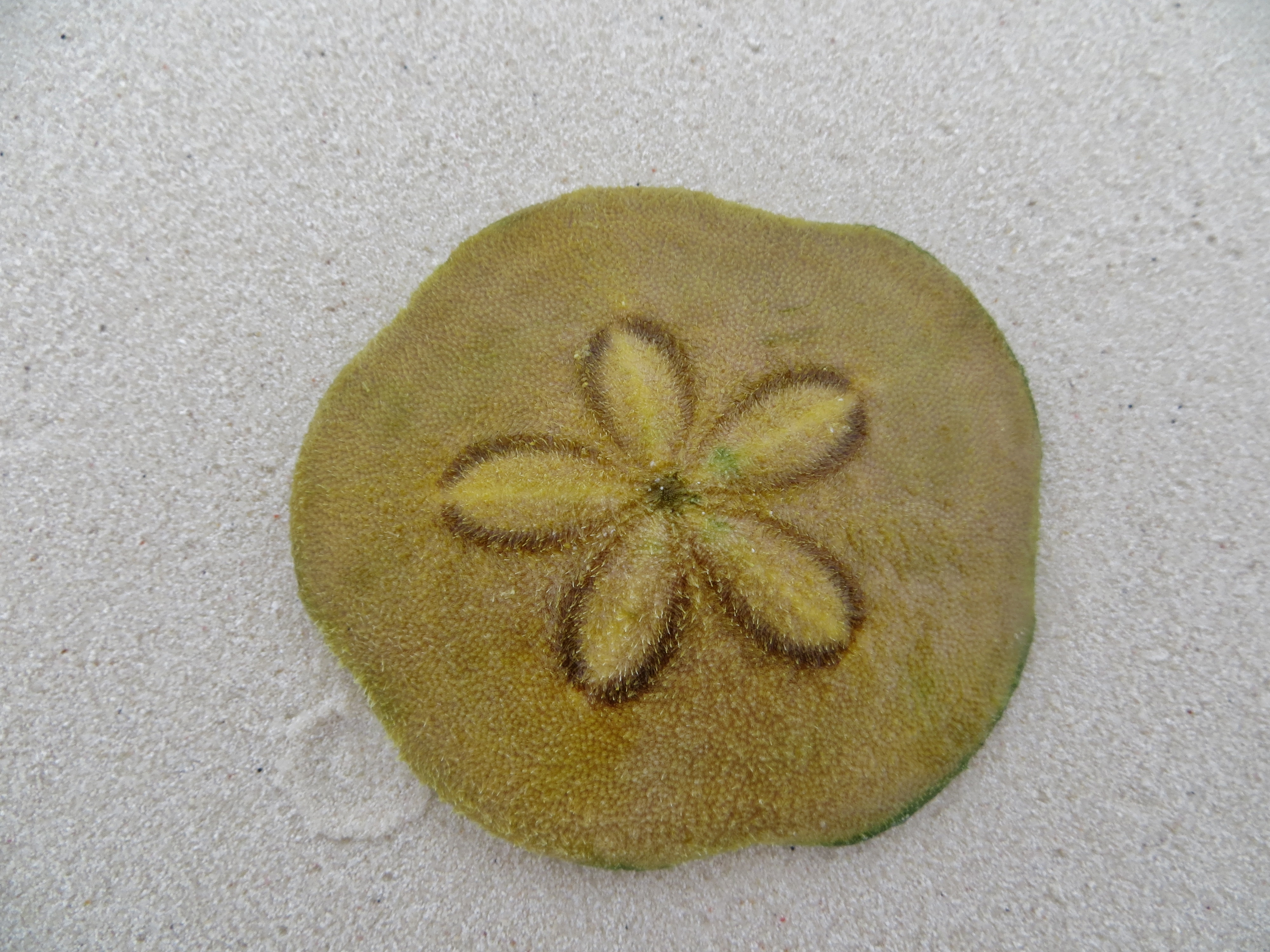
Clypeaster humilis (Clypeasteridae).
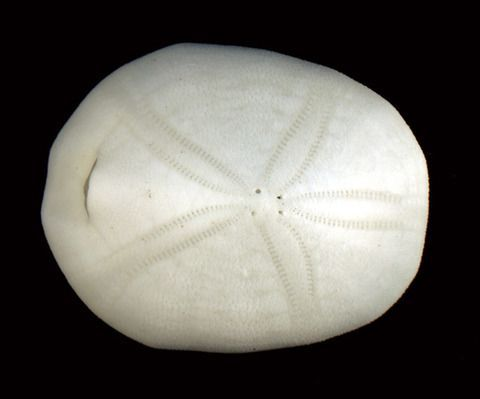
Cassidulus caribaearum (Cassidulidae).
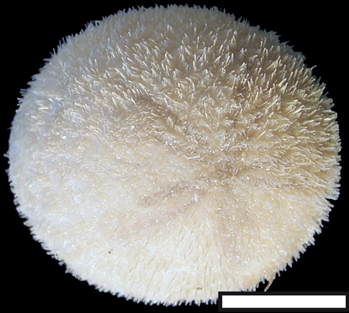
Echinolampas depressa (Echinolampadidae).
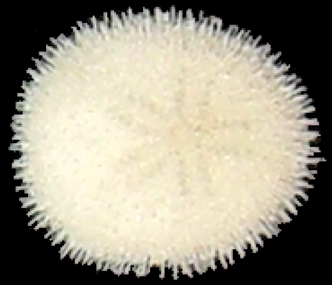
Echinocyamus pusillus (Fibulariidae).
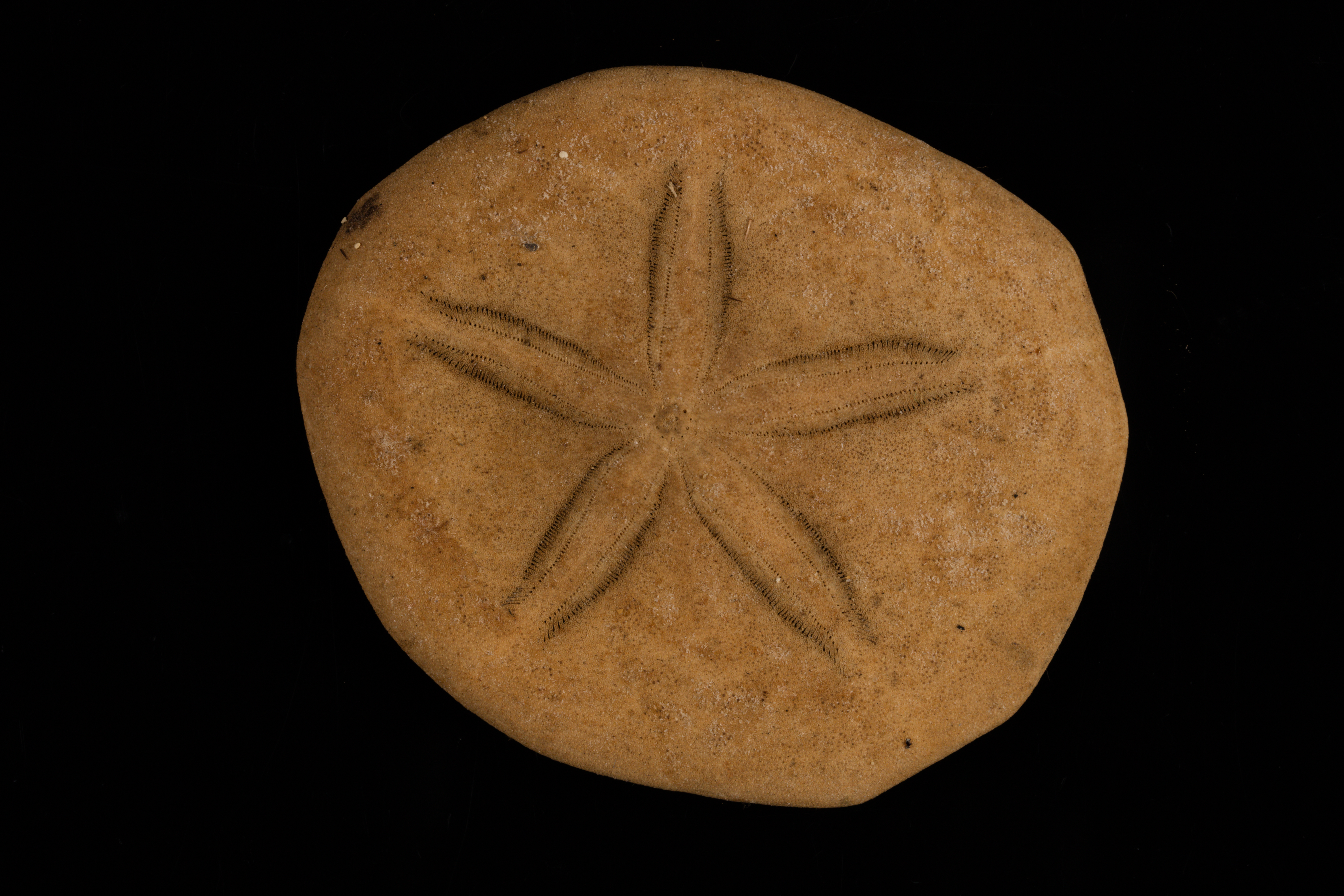
Jacksonaster depressum (Laganidae).
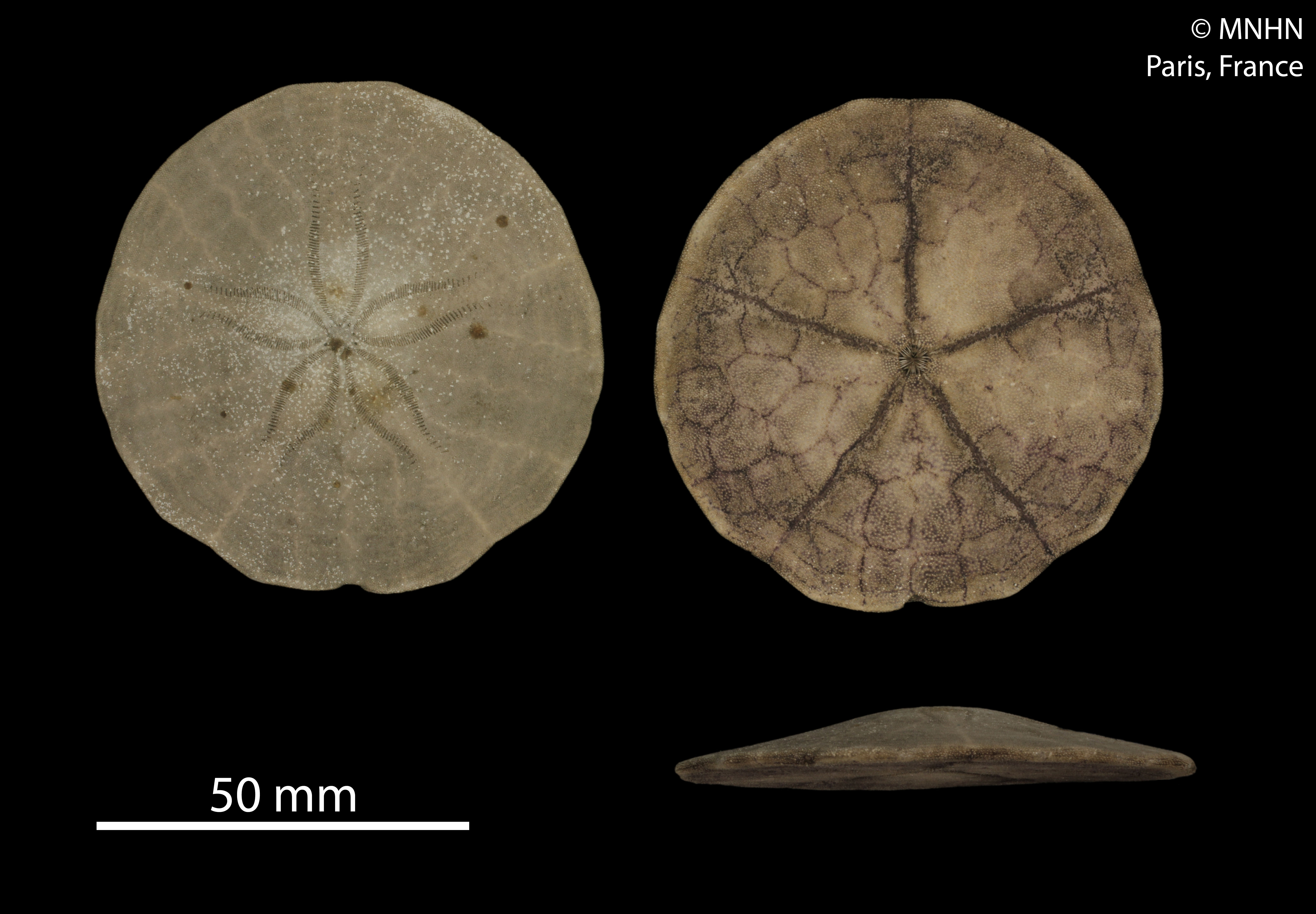
Echinarachnius parma (Echinarachniidae).
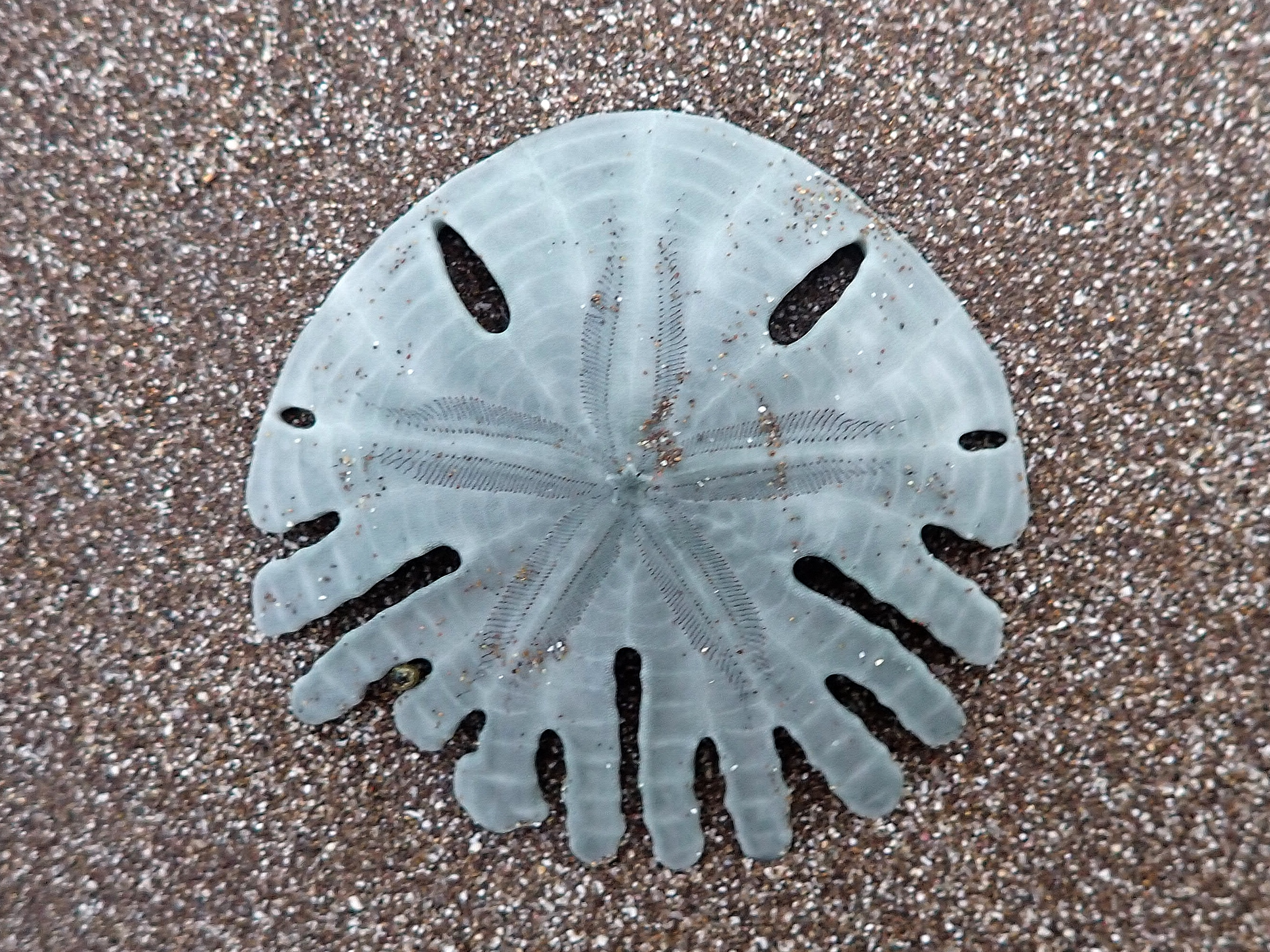
Rotula deciesdigitatus (Rotulidae).
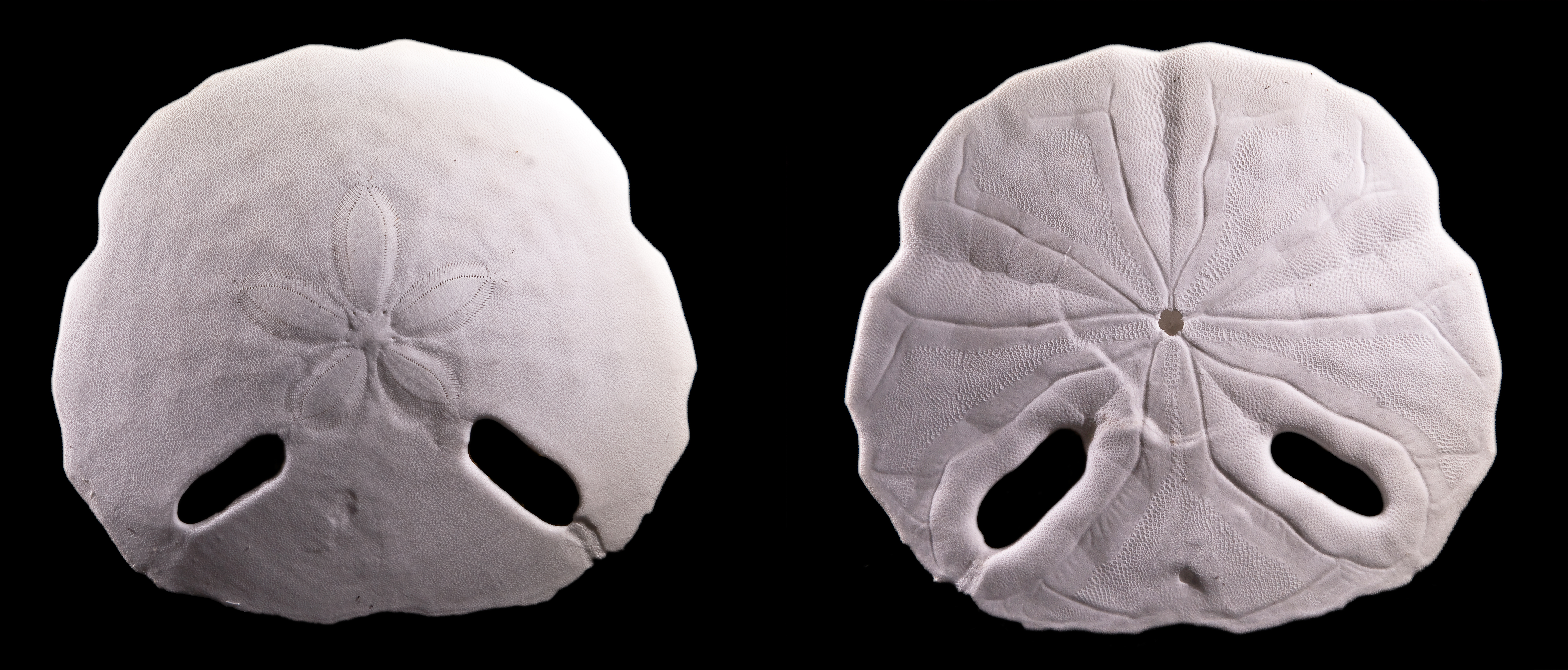
Sculpsitechinus tenuissimus (Astriclypeidae).
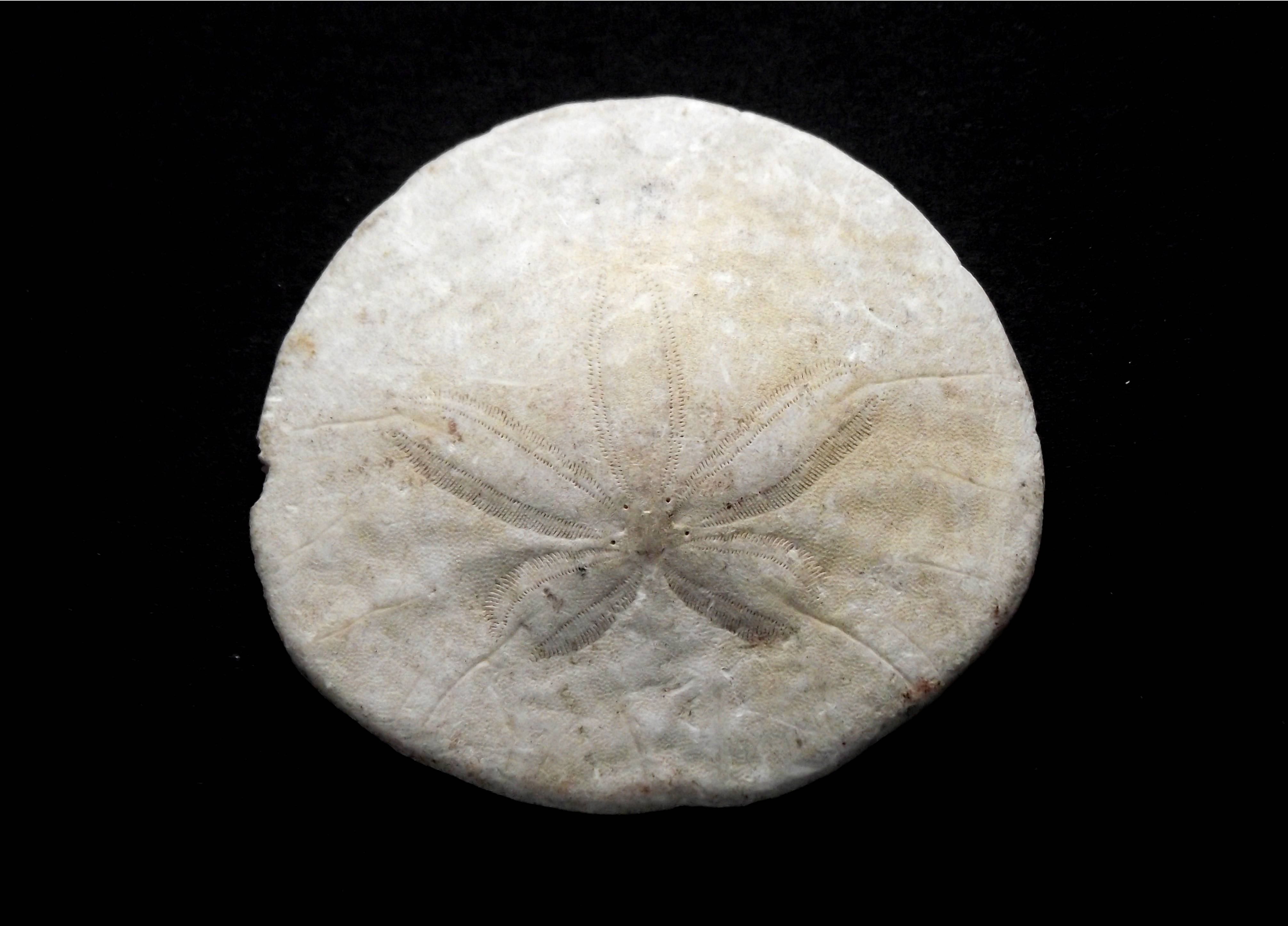
Dendraster excentricus (Dendrasteridae).
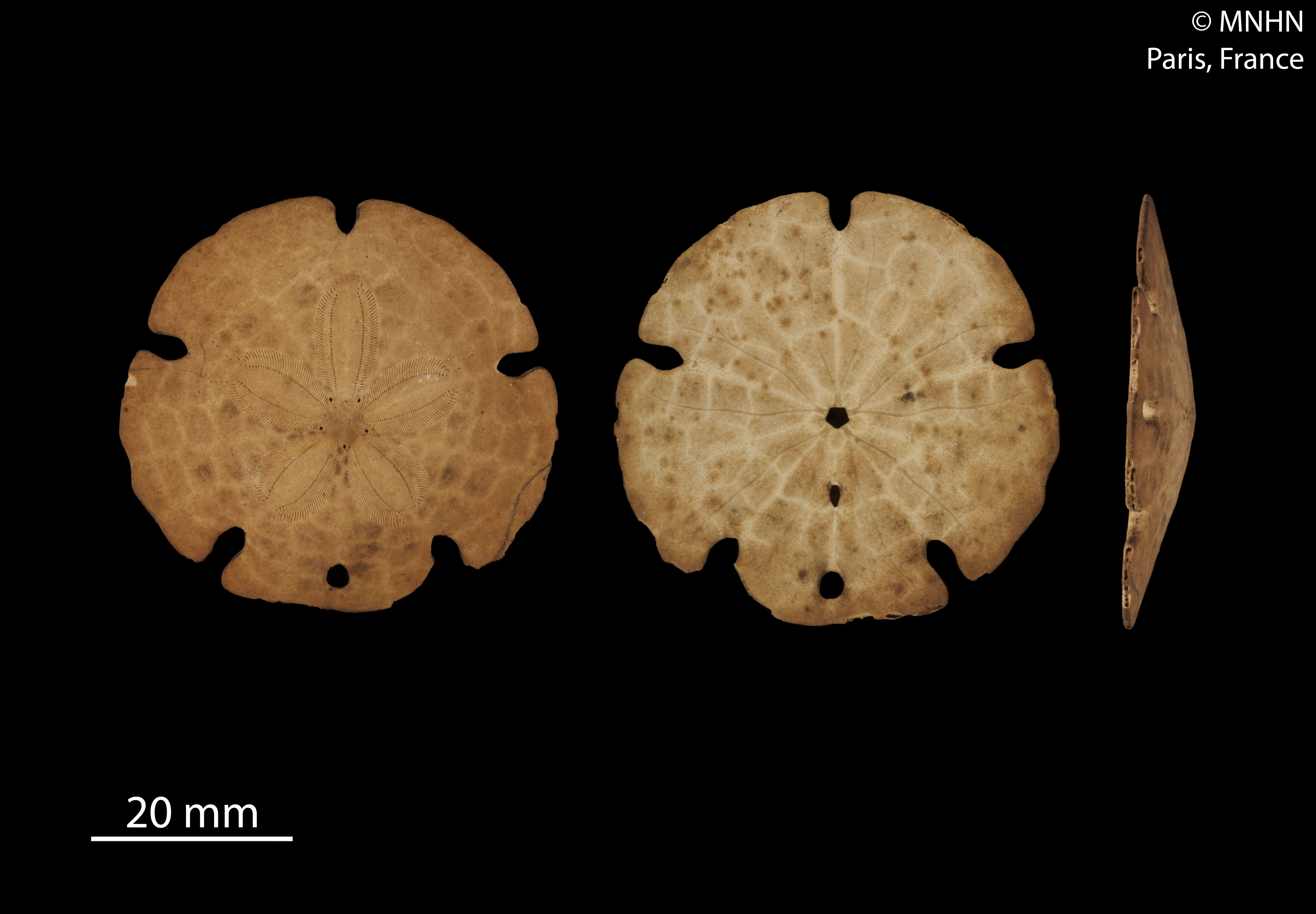
Mellitella stokesii (Mellitidae).
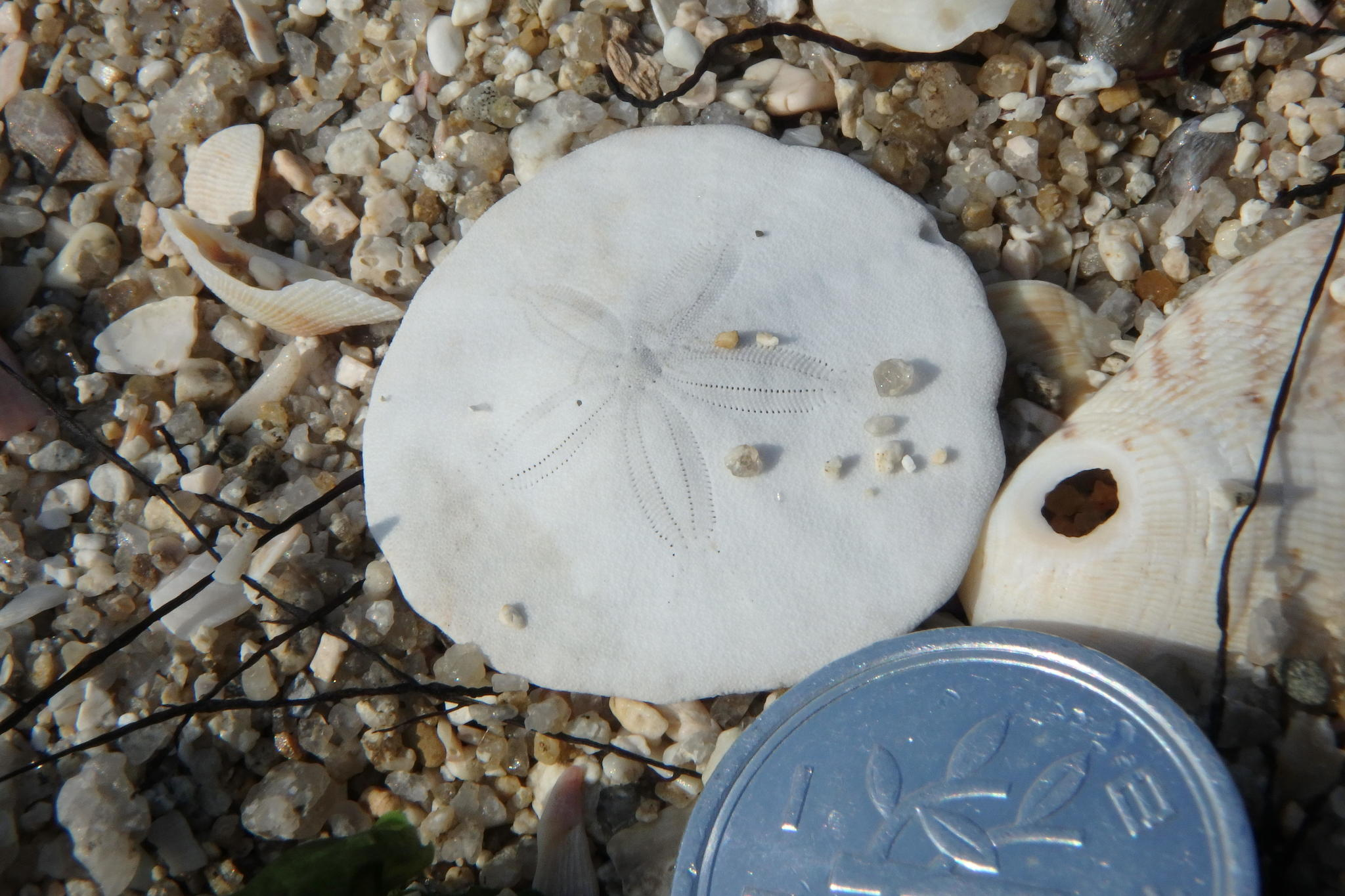
Scaphechinus mirabilis (Scutellidae).

### Publication originale
- (en) Nicolás Mongiardino Koch, Jeffrey R. Thompson, Avery S. Hiley, Marina F. McCowin, A. Frances Armstrong, Simon E. Coppard, Felipe Aguilera, Omri Bronstein, Andreas Kroh, Rich Mooi et Greg W. Rouse, « Phylogenomic analyses of echinoid diversification prompt a re-evaluation of their fossil record », ELife, ELife Sciences Publications Ltd (d), vol. 11, no e72460,‎ 22 mars 2022, p. 1-34 (ISSN 2050-084X, OCLC 813236730, DOI 10.7554/ELIFE.72460, lire en ligne).

### Référence biologique
- (en) WoRMS : Luminacea Mongiardino Koch, Thompson, Hiley, McCowin, Armstrong, Coppard, Aguilera, Bronstein, Kroh, Mooi & Rouse, 2022 (+ liste ordres + liste familles) (consulté le 6 avril 2022)